# Before We Were Security Guards
Before We Were Security Guards è il quinto album in studio del cantautore canadese Hawksley Workman, pubblicato nel 2004.

## Tracce
1. Every Creepy Pusher - 2:15
2. My Delicious Chocolate Cake - 2:22
3. The Boat - 5:06
4. It's True - 4:02
5. I Can Be a Rock - 3:17
6. Taxi Drivers - 2:22
7. Watching the Fires - 3:39
8. Canadian Motorcycle Gangs - 4:10
9. What Could I Tell You - 2:59
10. Your Naked Body - 2:12